# Coppa del Mondo Under-23 3x3 2023
La Coppa del Mondo Under-23 3x3 2023 si sono svolti a Lublino, in Polonia, dal 27 settembre al 1º ottobre.

## Risultati
| Evento           | Oro         | Argento | Bronzo   |
| Torneo maschile  | Stati Uniti | Israele | Germania |
| Torneo femminile | Paesi Bassi | Polonia | Lituania |

## Medagliere
| Posiz. | Nazione     | Oro | Argento | Bronzo | Totale |
| ------ | ----------- | --- | ------- | ------ | ------ |
| 1      | Stati Uniti | 1   | 0       | 1      | 1      |
| 1      | Paesi Bassi | 1   | 0       | 0      | 1      |
| 3      | Israele     | 0   | 1       | 0      | 1      |
| 3      | Polonia     | 0   | 1       | 0      | 1      |
| 5      | Germania    | 0   | 0       | 1      | 1      |
| 5      | Lituania    | 0   | 0       | 1      | 1      |
| Totale | Totale      | 2   | 2       | 2      | 6      |